# Словеначке железнице
Словеначке железнице (словен. Slovenske železnice, SŽ) настале су распадом Југославије од љубљанске подружнице Југословенских железница 1991. године.

## Историја
Словенија је добила железницу четрдесетих година 19. века као провинција Аустроугарске, када су аустријске железнице изградиле пругу према пристаништу Трсту. Град Цеље је био повезан железницом већ 1846. године, Љубљана 1849. године, а до Трста је пруга стигла 1857. године. Пре почетка Првог светског рата изграђен је велики број железничких линија, а након рата изграђена је само пруга према Копру 1976. године.
Званични настанак словеначких железница је 2. јун 1846. године, када је отворена пруга Грац (Graz) - Цеље.
Године 2006, Словенија је имала 1.228,7 km железничке пруге (330,4 km двоколосечно, 898,2 km једноколосечно). 503,5 km пруге је електрификовано (за бивше државе СФРЈ некарактеристичним) напоном 3kv једносмерне струје. Овај систем је наслеђен од италијанских железница, које су између 2 светска рата почеле електрифицају свих магистралних пруга овим стандардом. Након 2. св. рата, Југословенске железнице су наследиле електрификацију на деоници Сежана-Пивка-Ријека, као и седамнаест локомотива класе Е626, које су у југословенској служби носиле најпре ознаку Е61, па онда 361 пре повлачења. Остала електрична вучна возила су за време Југославије набављана из Италије (класа Е62/362, позната и као Мех и класа 342, позната по надимку Мопед), Француске (класа 363, позната по надимку "Брижита") и Пољске (електромоторни возови класе 311, који су свој надимак Гомулка добили по тадашњем председнику Пољске). На пругама се налазе 129 железничких станица.
Максимална брзина постигнута на словеначким пругама је 208,2 km/h. Тај рекорд држи италијански воз велике брзине Пендолино серије 310.